# Благовещенский (Бутурлиновский район)
Благовещенский — посёлок в Бутурлиновском районе Воронежской области.
Входит в состав Карайчевского сельского поселения.

## Население
| 2010 |
| ---- |
| 0    |